# Maurice Toesca
Maurice Toesca  (* 25. Mai 1904 in Confolens; † 27. Januar 1998 in Paris) war ein französischer Schriftsteller, Journalist und Biograf.

## Leben und Werk
Toesca, der aus Nizza stammte und in Paris Schüler des Philosophen Alain war, wurde 1933 an der Universität Besançon promoviert mit der Arbeit Le plus grand amour de George Sand: Maurice Sand. Er war zuerst Gymnasiallehrer, schlug aber dann eine Verwaltungslaufbahn ein und war Unterpräfekt in verschiedenen Départements. Ab 1946 widmete er sich als Homme de lettres ganz dem Schreiben. 1973 wurde er Mitglied im Haut Conseil de l’audiovisuel (Rundfunkrat)  und 1974 im Conseil supérieur des lettres (Rat der Geisteswissenschaften). Neben zahlreichen Romanen und Essays schrieb Toesca gut informierte Biografien französischer Schriftsteller des 19. Jahrhunderts.

## Werke